# Baktalórántháza
Baktalórántháza ist eine ungarische Kleinstadt im Komitat Szabolcs-Szatmár-Bereg. Baktalórántháza ist Hauptort des Kreis Baktalórántháza.

## Geschichte
Baktalórántháza entstand 1932 durch Zusammenlegung der Orte Nyírbakta und Lórántháza.

## Persönlichkeiten
- Tivadar Soros (1893–1968), ungarischer Rechtsanwalt und Esperanto-Schriftsteller
- Leslie Schwartz (1930–2020), ungarisch-US-amerikanischer Überlebender des Holocaust